# UGC 95
UGC 95 es una galaxia espiral localizada en la constelación de Andrómeda.